# Bilirubină
Bilirubina este un pigment biliar, de culoare galbenă, derivat al pirolului, care se formează din cauza degradării hemoglobinei.

## Metabolism

Biliverdina se formează prin scindarea punților metilenice dintre nucleele pirolice. Virajul culorii de la roșu închis la galben este un indicator al transformării biliverdinei în bilirubină.

### Formarea
Atunci cînd hematiile mor (durata lor de viață este de aproximativ 120 zile), are loc distrugerea membranei celulare și eliberarea hemoglobinei. Sub acțiunea hemoxigenazei aceasta se scindează în fier (legat imediat de hemosiderină) și un produs intermediar numit biliverdină. Sub acțiune biliverdin-reductazei are loc transformarea biliverdinei în bilirubină.

### Transportul
În sânge, bilirubina circulă legată de albumină (din acest motiv ea nu poate traversa membrana glomerulară și nu se elimină în urină).

### Nivelul hepatic
Transportată în ficat prin intermediul proteinelor citoplasmatice transportoare de tipul ligandinei sau proteinei Y.

### Conjugarea
În reticulul endoplasmatic, în urma proceselor enzimatice, are loc convertirea bilirubinei într-o formă apoasă solubilă(bilirubina inițial este greu solubilă la pH fiziologic, bilirubina indirectă sau bilirubina neconjugată), denumită bilirubină directă sau bilirubină conjugată. Bilirubina directă poate fi conjugată cu acid glucuronic, dar și cu glucoză, xyloză sau sulfat.

### Excreția

Absența sau nivele anormale ale urobilinogenului pot indica afecțiuni hepatice.Creșterea urobilinogenului urinar poate indica hemoliza hematiilor.

Bilirubuna conjugată este excretată în canaliculele biliare printr-un proces energo-dependent.În intestin flora bacteriană deconjugă și reduce bilirubina la compuși de tipul stercobilinogenului. Acești compuși se excretă de regulă prin fecale, colorînd materiile fecale în brun , culoarea lor caracteristică; cantități destul de mari sunt reabsorbite și reexcretate în bilă, iar o mică parte sunt ajung în urină sub formă de urobilinogen.

## Tulburări ale metabolismului pigmenților biliari

### Hemoliza
Apare atunci cînd metabolizarea bilirubinei de către ficat este depășită de producerea bilirubinei într-un ritm mai accelerat.

### Sindromul Gilbert

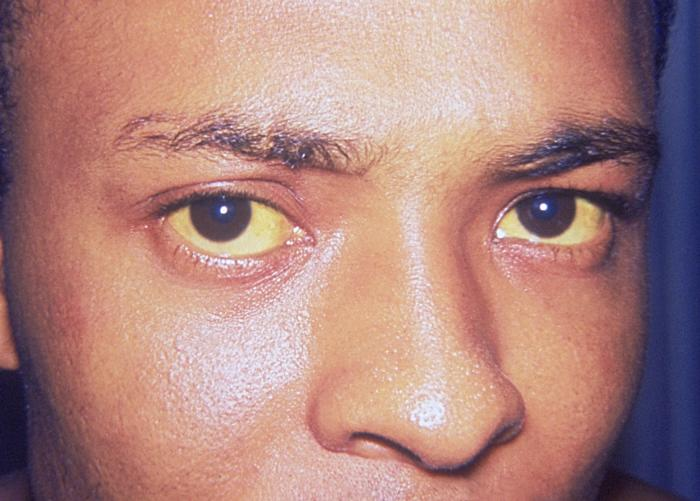
Icterul, simptom al sindromului Gilbert și în general al afecțiunilor hepatice, este principalul semn al nivelului înalt al bilirubinei neconjugate.

Maladie ereditară, homozigotă, cunoscută și sub denumirea de sindromul Meulengracht, a fost descoperită și studiată de către Augustine Gilbert și Pierre Lereboullet . Manifestările acestui sindrom por fi ușor confundate cu cele ale unei hepatite cronice. Această boală are o frecvență cuprinsă între 3%(Asia), 3-7%(SUA) și 33%(Africa), variațiile depinzînd de numărul de probe prelucrate, de metodele de analiză și de polimorfismul regiunii TATAA (TATAA promoter). Patogenia ei destul de neclară, indică alterări în captarea la nivelul hepatocitelor a bilirubinei (concentrația plasmatică valori normale 2–5 mg/dl, valoarea crește în situații de stres, deshidratare, post prelungit.Aceste alterări de captare sunt de regulă însoțite de o activitate scăzută la nivelul glucuronil transferazei mai precis uridin difosfatglucuroniltransferazei izoforma A1 UGT1A1.Datorită valorii scăzute a acestei enzime, poate fi confundată cu sindromul Crigler Najjar tip II.
Sindromul se diferențiază prin valorile normale 
ale testelor hepatice, prin absența bilirubinei în urină.

### Sindromul Crigler Najjar
Este o tulburare genetică rară, dată de deficiența de glucuroniltransferază. El există sub forma a 2 tipuri:
- Tipul I, autozomal recesiv (deficit complet), descris pentru prima dată în 1952 de Crigler și Najjar,, frecvența de circa 0,6-1/milion nașteri hiperbilirubinemie severă(345-770μmoli/L) moartea survenind în primul an de viață datorita kernicterului (encefalopatie indusă de bilirubină).UGT1A1 nu este detectabilă, și nu răspunde la tratamentul cu fenobarbital
- Tipul II , sau sindromul Arias descoperit în 1962 de Arias, sindrom autozomal dominant (deficit parțial), hiperbilirubinemie sub 20 mg/dl,UGT1A1 are valori detectabile

iar pacienții supraviețuiesc pînă la maturitate, și răspund la tratamentul cu fenobarbital.

### Sindromul Dubin Johnson
Descoperit independent în anul 1954 de Dubin și Johnson și de către Sprinz și Nelson, sindrom autosomal recesiv.Constă în diminuarea excreției de bilirubină fără afectarea enzimelor hepatice:ALT  (alanin transaminaza), și AST (aspartat transaminaza).Spre deosebire de sindromul Gilbert, bilirubina este prezentă în urină, iar ficatul este ușor pigmentat.

### Sindromul Rotor
Denumit după medicul filipinez Arturo Belleza Rotor (1907-1988),este un sindrom autosomal recesiv cu etiologie necunoscută, foarte asemănător cu sindromul Dubin Johnson, diferența fiind ficatul nepigmentat.Nu sunt prezente obstrucții ale căilor biliare, iar funcțiile hepatice sunt normale.